# Dolores del Río
Dolores del Río (rodným jménem María de los Dolores Asúnsolo López Negrete; 3. srpna 1904 Victoria de Durango, Durango – 11. dubna 1983 Newport Beach, Kalifornie) byla mexická filmová, divadelní i televizní herečka. Její herecká kariéra trvala od roku 1925 do roku 1978 a hrála ve více než padesáti filmech. Byla první latinskoamerickou herečkou, která se prosadila v Hollywoodu, kde díky svému vzhledu často ztvárňovala exotické krásky a svůdné ženy. Během 30. let s příchodem zvukových filmů však začala často měnit smlouvy s různými filmovými studii a její kariéra začala pomalu upadat. Na počátku 40. let byla podezřívána a několikrát obviněna z podpory komunismu a nakonec se vrátila zpět do Mexika, kde pokračovala ve své úspěšné kariéře. Mezi její nejznámější filmy patří například What Price Glory (1928), Rajské ptáče (1932), Cesta do strachu (1943) nebo María Candelaria (1944). 
Dolores del Río se poprvé vdala již v patnácti letech za Jamieho Martíneze del Ría, který ji doprovázel při prvních krocích v Hollywoodu, avšak jako neúspěšný scenárista nakonec odcestoval až do Evropy, kde brzy nato zemřel. Těsně před jeho smrtí se s ním Dolores del Río rozvedla a nedlouho poté se provdala podruhé, za významného režiséra Cedrica Gibbonse. S poklesem její kariéry na počátku 40. let se však její druhé manželství začalo hroutit a jejímu druhému rozvodu předcházel románek s o jedenáct let mladším začínajícím režisérem Orsonem Wellesem. Na konci 50. let se vdala potřetí, za podnikatele Lewise A. Rileyho, se kterým žila až do své smrti v roce 1983. Od 60. let se začala věnovat humanitární činnosti, založila několik kulturních organizací a stala se mluvčí Dětského fondu OSN (UNICEF).

## Život a kariéra

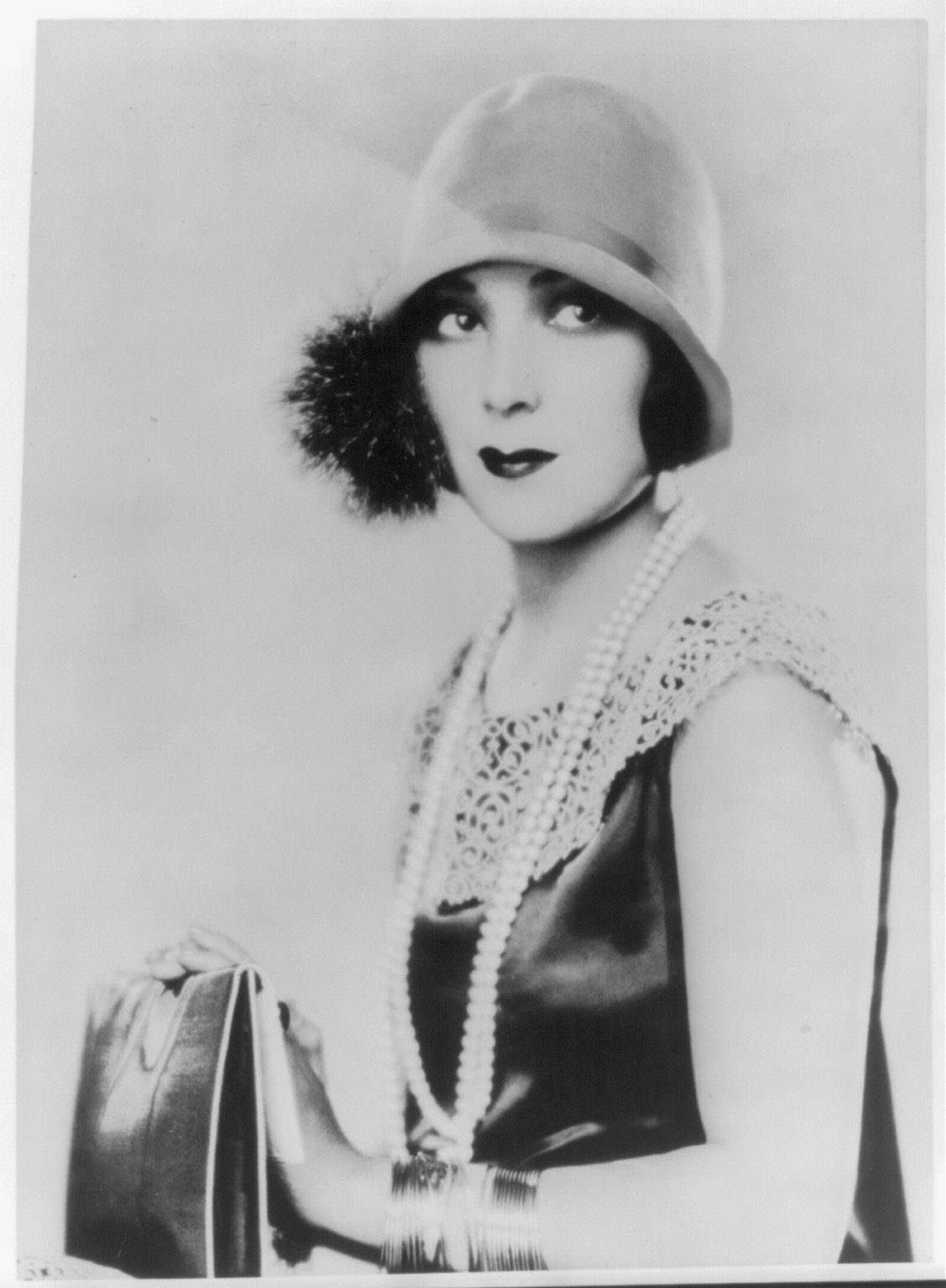
Dolores del Río ve 20. letech

### Původ a mládí
María de los Dolores Asúnsolo López Negrete se narodila 3. srpna 1904 (některé zdroje uvádějí rok narození 1905) v mexickém městě Victoria de Durango jako dcera ředitele místní banky Jesúse Leonarda Asúnsola Jacquese a Antonie López Negrete. Její otec pocházel z rodiny bohatých farmářů a její matka byla potomkem španělské šlechty, jejíž rodina tehdy patřila k nejbohatším v zemi. Oba její rodiče byli aristokraté. Během Mexické revoluce (1910–1920) však rodina přišla o veškerý majetek a nakonec byli před povstáním donuceni v převlečení uprchnout z Mexika do Spojených států amerických. O dva roky později se však vrátili do hlavního města Ciudad de México, kde měli od tehdejšího prezidenta Francisca Madery, bratrance její matky, zajištěnou ochranu.
Dolores si díky své matce již v mládí vypěstovala lásku k tanci a poté, co zhlédla představení ruské tanečnice Anny Pavlovové, se údajně rozhodla, že se stane tanečnicí. Její lásku k tanci upevnilo i vystoupení španělsko-argentinské tanečnice Antonie Mercé y Luque, známé jako „La Argentina“, po kterém se rozhodla přesvědčit matku, aby ji zapsala na hodiny u učitelky tance Felipity Lópezové. Své první veřejné vystoupení předvedla v 17 letech na charitativní akci, kde se poprvé setkala s Jamiem Martínezem del Ríem, za kterého se o dva měsíce později provdala. Jeho příjmení si poté zvolila i jako své umělecké jméno.
S manželem se brzy vydala na dvouletou cestu po Evropě, během které vystoupila i pro španělského krále Alfonse XIII. a jeho ženu Viktorii Evženii. Po návratu do Mexika se její manžel rozhodl věnovat pěstování bavlny na svém ranči Santa Lucía poblíž Duranga, avšak velká neúroda v roce 1924 jim způsobila finanční krizi a museli se přestěhovat zpět do Ciudad de México ke svým rodinám. Dolores se navíc z Evropy vrátila těhotná, nicméně kvůli zdravotním komplikacím potratila. Lékaři jí doporučili znovu neotěhotnět, jelikož by pro ni další porod mohl být velmi nebezpečný, což ji ve výsledku připravilo o možnost mít děti.

### Začátek kariéry
Počátkem roku 1925 jejich rodinu navštívil americký režisér Edwin Carewe, který do Mexika přijel na svatební cestu se svou manželkou, herečkou Mary Akinovou. Dolores během návštěvy předvedla své taneční dovednosti a Carewe, kterého velmi zaujala, jí následně nabídl práci v Hollywoodu. S nabídkou souhlasil i její manžel, který doufal ve zlepšení rodinné finanční situace a ve splnění svého snu o psaní scénářů. Přestože rodina jejího manžela s jejich odjezdem naprosto nesouhlasila, manželé odcestovali do Hollywoodu a 27. srpna 1925 uzavřela Dolores s Edwinem Carewem smlouvu. Carewe začal působit jako její agent a manažer a nechal jí zkrátit umělecké jméno na Dolores Del Rio. Využil jejího vysokého postavení a s pomocí publicisty Henryho Wilsona ji začal propagovat v časopisech, mimo jiné i jako nejbohatší mexickou dívku.
Dolores del Río debutovala v dramatu Joanna (1925), ve kterém ztvárnila španělsko-brazilskou svůdnici, avšak ve filmu se objevila pouze na pět minut. Během reklamní kampaně jí Carewe dále zajistil vedlejší roli v dramatu High Steppers (1926) v hlavní roli s Mary Astorovou. a téhož roku ji obsadil také šéf studia Universal Pictures Carl Laemmle do komedie The Whole Town's Talking (1926), která jí dopomohla k větší publicitě. Svou první hlavní roli získala až v krimi dramatu Pals First (1926), které též režíroval Carewe. Zlomovým filmem v její kariéře se však stal až válečný film Raoula Walshe What Price Glory (1926), který se nakonec zařadil mezi deset nejvýdělečnějších filmů roku 1926. Téhož roku byla také filmovou asociací zvolena jednou ze třinácti WAMPAS Baby Stars, nadaných hereček stojících na prahu velké kariéry. O rok později uzavřela smlouvu s filmovým studiem United Artists, kde následně natočila romantické drama Resurrection (1927), pro které si ji vybral představitel hlavní role Rod La Rocque. Snímek byl úspěšný a hned poté se pustila do natáčení dalšího filmu The Loves of Carmen (1927), který režíroval opět Raoul Walsh.

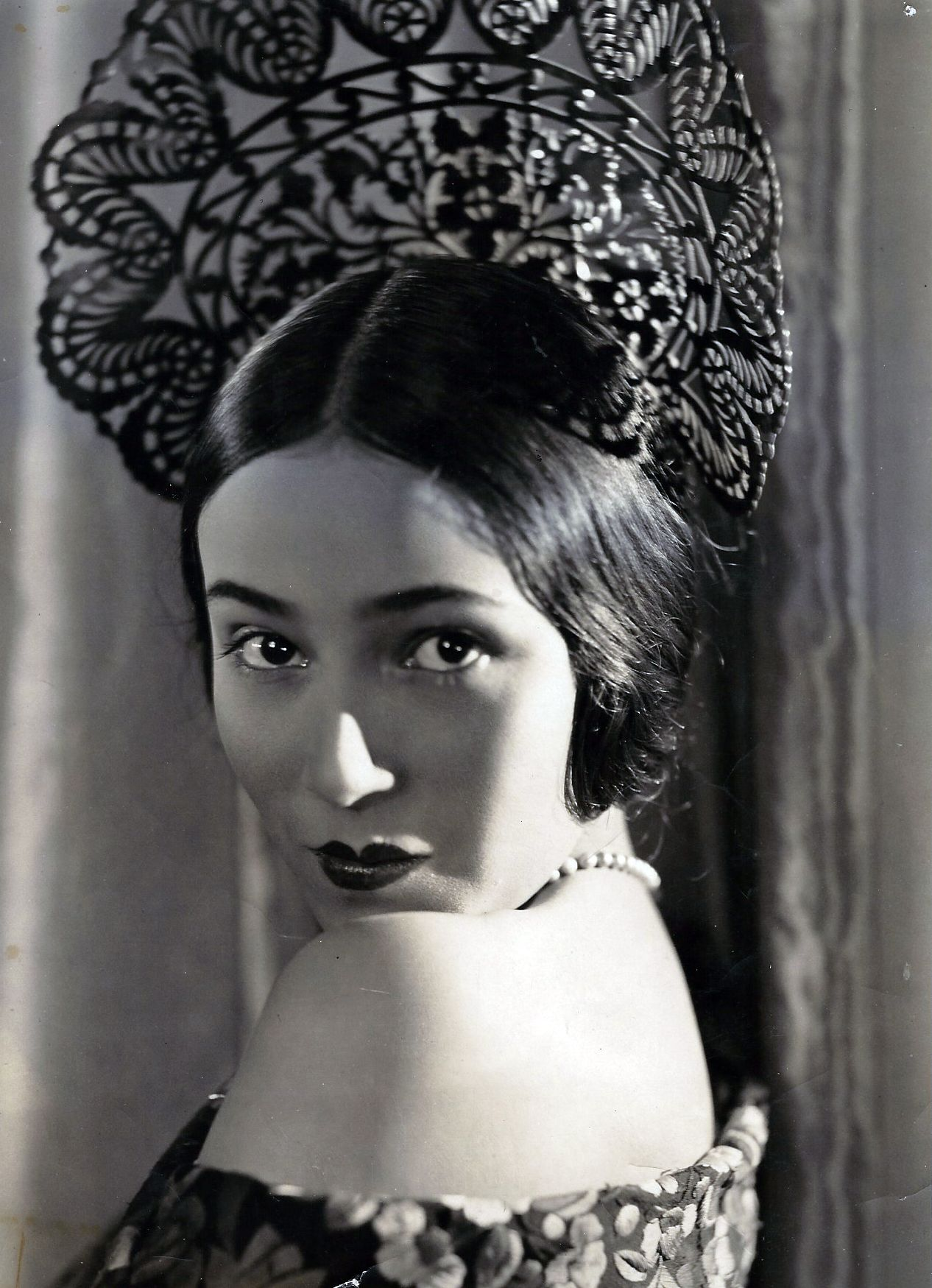
Dolores del Río ve svém debutovém filmu Joanna (1925)

### Vrchol kariéry
V roce 1928 Dolores del Río natočila celkem 6 filmů, včetně dramatu No Other Woman a dobrodružného dramatu Zlato, do kterého ji obsadilo studio Metro-Goldwyn-Mayer jako náhradu za nemocnou herečku Renée Adorée. Z filmu se stal velký kasovní trhák a Dolores del Río obdržela spoustu kladných recenzí. Brzy nato se pustila do dalšího filmu u United Artists: romantického dramatu Ramona (1928), který se stal jejím prvním zvukovým filmem a opět sklidila pochvalné recenze.
Dne 29. března 1928 se zúčastnila rozhlasové show Mary Pickfordové, která k sobě přizvala i další významné herce a herečky jako Douglase Fairbankse, Charlieho Chaplina, Normu Talmadgeovou, Glorii Swansonovou, Johna Barrymorea a D. W. Griffitha, aby společně vystoupili v rádiu a prohlásili, že dokážou čelit výzvě v podobě zvukových filmů. Dolores del Río se však při Ramoně, kde dokonce zpívala, osvědčila a s přechodem ke zvukovým filmům neměla potíže. Do konce roku 1928 natočila ještě dvě romantická dramata The Red Dance a Revenge a následujícího roku začala pracovat na dalším dramatu Evangeline, inspirovaného povídkou od Henryho Wadswortha Longfellowa, opět v produkci studia United Artists.

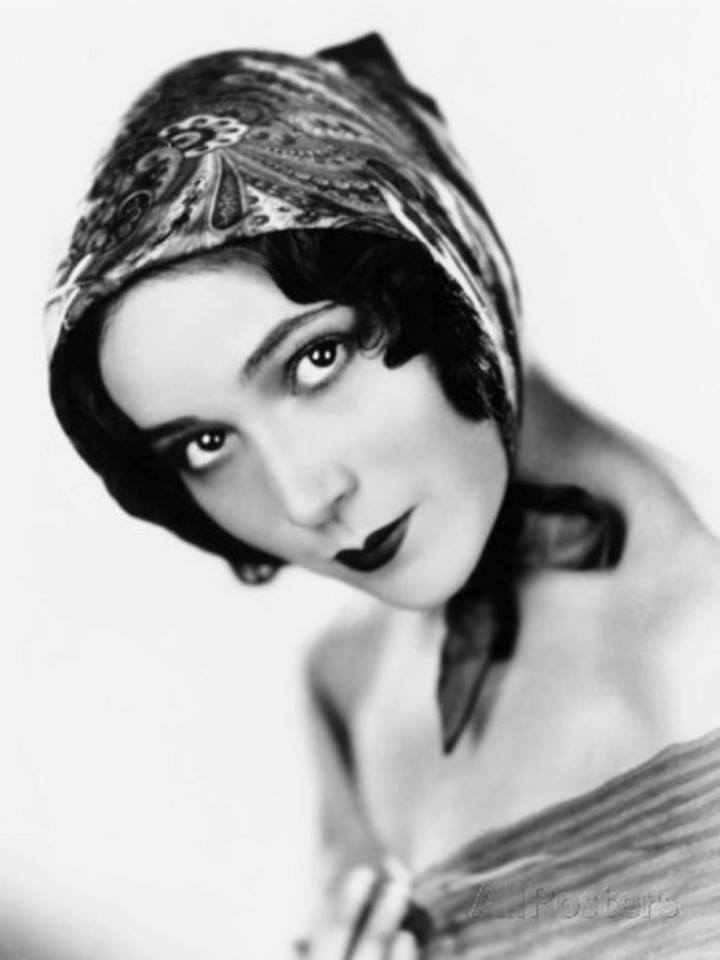
Dolores del Río na reklamní fotografii k filmu Evangeline (1929)

Její kariéra byla na vrcholu, avšak její manželství se v roce 1928 rozpadlo. Její manžel, který jako neúspěšný scenárista zkusil štěstí na Broadwayi, nakonec odcestoval do Evropy a po krátkém odloučení se Dolores nechala rozvést. Jen o šest měsíců později se však dozvěděla, že její bývalý manžel Jamie Martínez del Río zemřel v Německu, údajně na otravu krve. Stalo se tak krátce po jejich poslední společné schůzce v Londýně, kam Dolores del Río zavítala v rámci svého turné po Evropě. Brzy po rozvodu začala čelit naléhání a obtěžování od svého agenta a režiséra Edwina Carewa, který se pokoušel dobýt její srdce. Carewe se kvůli ní rozvedl se svou ženou, herečkou Mary Akinovou, a dokonce začal šířit po Hollywoodu falešné zprávy o svém údajném románku s Dolores. Ta proto začala zvažovat ukončení jejich spolupráce. Po premiéře Evangeline veřejně prohlásila, že s Carewem udržuje pouze přátelský a profesní vztah a uzavřela novou smlouvu s United Artists na 9 000 dolarů týdně, čímž porušila svou dosavadní smlouvu s Carewem. Carewe na její prohlášení a porušení smlouvy reagoval žalobou a spor byl nakonec ukončen mimosoudním vyrovnáním. I po ukončení sporu však proti ní zahájil kampaň a natočil novou zvukovou verzi filmu Resurrection s mexickou herečkou Lupe Vélezovou, v očekávání, že mezi ní a Dolores del Río vypukne rivalita.
Po oficiálním odloučení od Carewa se Dolores del Río pustila do natáčení dalšího filmu: muzikálu The Bad One (1930), díky kterému získala spoustu dalších pochvalných recenzí. Téhož roku se na večírku na Hearstově hradě setkala s režisérem Cedricem Gibbonsem, zaměstnaným u studia Metro-Goldwyn-Mayer, za kterého se po krátkém románku provdala. Krátce po svatbě však onemocněla a lékaři jí diagnostikovali vážnou infekci ledvin. Kvůli následné dlouhodobé pauze s ní také ukončilo spolupráci studio United Artists. Po uzdravení ji však najal producent David O. Selznick a představil ji jako exkluzivní hvězdu studia RKO Pictures. Následně ji obsadil do filmu Girl of the Rio (1932), režírovaného Herbertem Brenonem. Její další snímek si však Selznick hodlal důkladně připravit a pověřil jím režiséra Kinga Vidora. Výsledkem se nakonec stalo dobrodružné, romantické drama Rajské ptáče (1932), které se natáčelo na Havaji a Dolores del Río v něm hrála polynéskou domorodkyni. Premiéra se uskutečnila 13. září 1932 v New Yorku a snímek získal od kritiků nadšené recenze. Film byl natočen těsně před vydáním tzv. „Haysova kodexu“, který všechny sexuálně provokativní filmy zakazoval. Odvážné kostýmy Dolores del Río i scéna pod vodou, kde byla natočena zcela nahá, tedy prošly.

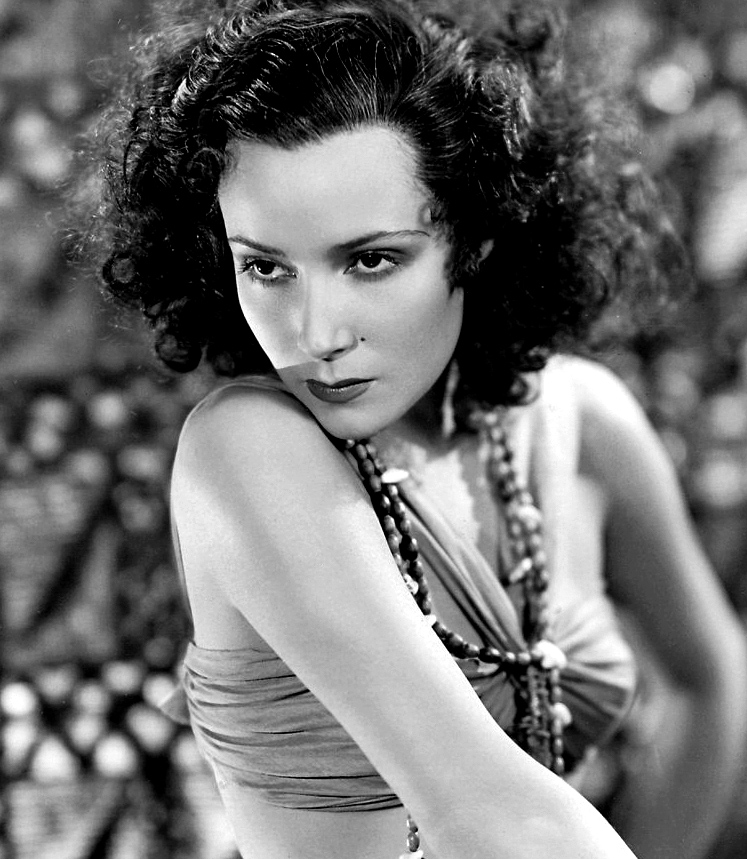
Dolores del Río ve filmu Rajské ptáče (1932)

Po velkém úspěchu se vedení RKO Pictures rozhodlo pro další film a Dolores del Río se nakonec objevila v romantickém muzikálu Letíme do Ria (1933), ve kterém se poprvé společně objevili Fred Astaire s Ginger Rogersovou. Dolores del Río se zde s Fredem Astairem předvedla i jako tanečnice ve složitém čísle nazvaném „Orchids in the Moonlight“ (Orchideje při měsíci) a stala se první herečkou, která se ve filmu objevila v dvoudílných plavkách. Špatná finanční situace studia nakonec vedla ke zrušení její smlouvy, avšak Dolores brzy přišla nabídka na několik filmů u studia Warner Bros., které se pokoušelo konkurovat studiu Metro-Goldwyn-Mayer s Gretou Garbo a studiu Paramount Pictures vlastnící Marlene Dietrichovou. Dolores del Río tuto nabídku přijala a jejím prvním filmem pod novou smlouvou se stal muzikál Wonder Bar (1934). Natáčení však ohrozily výhrůžky Kay Francisové, která se cítila vedle Dolores del Río produkcí značně opomíjena a hrozila odstoupením. Film byl nakonec dokončen na jaře roku 1934 a stal se poměrně úspěšným. Jejím dalším filmem se stala historická komedie Madame DuBarry (1934), kde bylo velmi dbáno na její rozsáhlou sbírku šatů navrženou kostýmním návrhářem Orrym-Kellym. Snímek z prostředí dvora francouzského krále Ludvíka XV., kde Dolores del Río ztvárnila jeho milenku Madame du Barry, však byl cenzurován a musel být zcela přestříhán. Úspěchu, který studio očekávalo, se tak film nedočkal, ale přesto se stal populárním.

### Obvinění z komunismu a úpadek kariéry
Dolores del Río se v roce 1934 po několika letech vrátila do Mexika, aby se pokusila napravit svou poškozenou pověst, jelikož bulvární tisk často šířil zprávy o její domnělé averzi a opovržení vůči Mexiku. Téhož roku se společně s dalšími mexickými hvězdami Ramónem Navarrem a Lupe Vélezovou zúčastnila promítání filmu ¡Que viva Mexiko!, který vyzdvihoval mexickou kulturu a dějiny. Natočil ho ruský režisér Sergej Michajlovič Ejzenštejn, kterého americká vláda následně obvinila z šíření komunismu a obvinění ze sympatií ke komunismu neunikla ani Dolores del Río, což předznamenalo úpadek její kariéry. O rok později natočila u Warner Bros. další dva muzikály In Caliente a I Live for Love (oba 1935), ale v roce 1936 s ní studio po neúspěchu romantické komedie The Widow from Monte Carlo ukončilo spolupráci. V Hollywoodu však pokračovala s natáčením u studia United Artists a poté i u Universal Pictures, kde natočila romantické drama Devil's Playground (1937) společně s Chesterem Morrisem a Richardem Dixem. Z filmu se však stal propadák a Dolores del Río se rozhodla přejít ke studiu 20th Century Fox.
Zde se následně s Georgem Sandersem objevila ve dvou filmech: Lancer Spy (1937) a International Settlement (1938), ale ani jeden nezaznamenal kasovní úspěch, což ji nakonec přimělo zaměřit se na reklamu. Její tvář se například objevila při propagaci cigaret značky Lucky Strike nebo make-upu Max Factor. Její manžel Cedric Gibbons jí nakonec zajistil další hlavní roli u Metro-Goldwyn-Mayer v historickém válečném dramatu The Man from Dakota (1940). K významnějším snímkům se jí však již nedařilo dostat, jelikož se společně s hvězdami Joan Crawfordovou, Gretou Garbo, Katharine Hepburnovou, Marlene Dietrichovou nebo Mae Westovou ocitla na seznamu „Box office poison“ (Jed pro pokladny) se jmény hereček, jejichž filmy (i vzhledem k jejich platu) málo vynášely. Úpadek její kariéry zapříčinil pomalý rozpad jejího manželství.

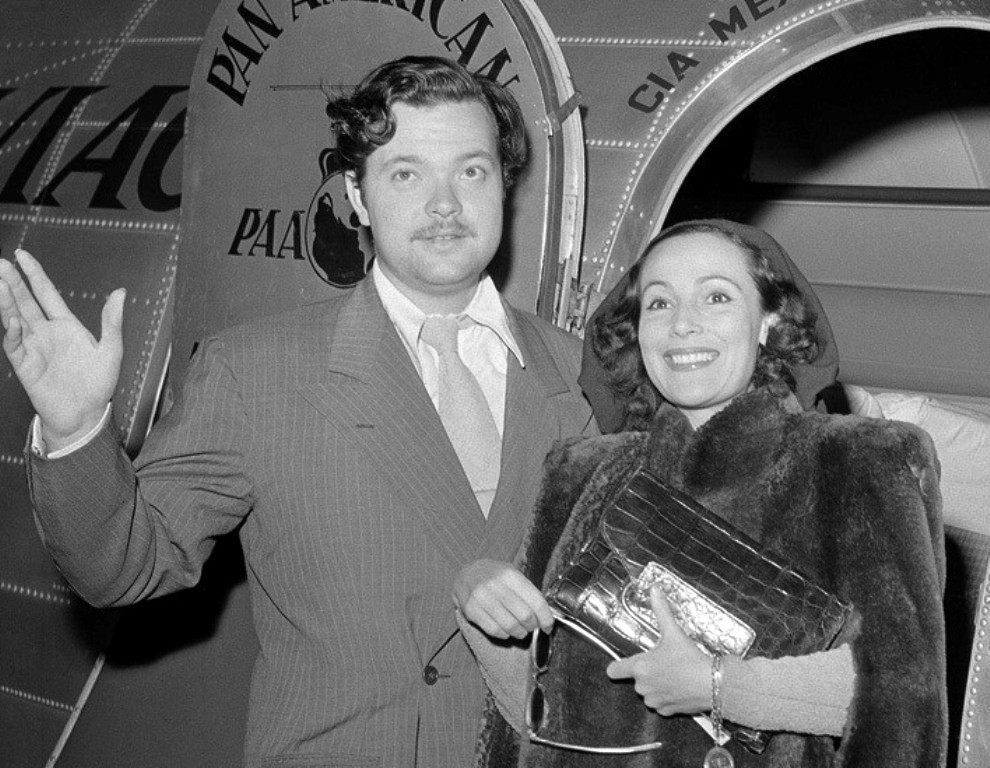
Dolores del Río s režisérem Orsonem Wellsem (1941)

V roce 1940 se na večírku organizovaném šéfem 20th Century Fox Darrylem F. Zanuckem setkala s hercem a režisérem Orsonem Wellesem, s nímž brzy navázala vztah, který se jim podařilo udržet v tajnosti až do jejího rozvodu s Cedricem Gibbonsem. Společně s Wellesem se pokusila obnovit svou kariéru a začala s ním vystupovat po celých Spojených státech v různých představeních i v rádiu. Podporovala jej také po uvedení jeho kontroverzního filmu Občan Kane (1940) a v roce 1942 společně začali pracovat na jejím prvním filmu noir Cesta do strachu, který režíroval Norman Foster a Orson Welles se ujal produkce. Během natáčení však Wellese najal politik Nelson Rockefeller, aby se v rámci Rooseveltovy „Politiky dobrého sousedství“ vydal do Jižní Ameriky a postavil se proti fašistické propagandě proti Spojeným státům. Welles tak po čtyřech dnech natáčení opustil a vydal se do brazilského Ria de Janeira. Brzy se však začaly šířit zprávy o jeho častém flámování a vulgárním a promiskuitním chování. Dolores del Río se proto rozhodla jejich vztah ukončit a kvůli náhlé smrti jejího otce a osobní i profesní krizi nakonec odcestovala do Mexika.

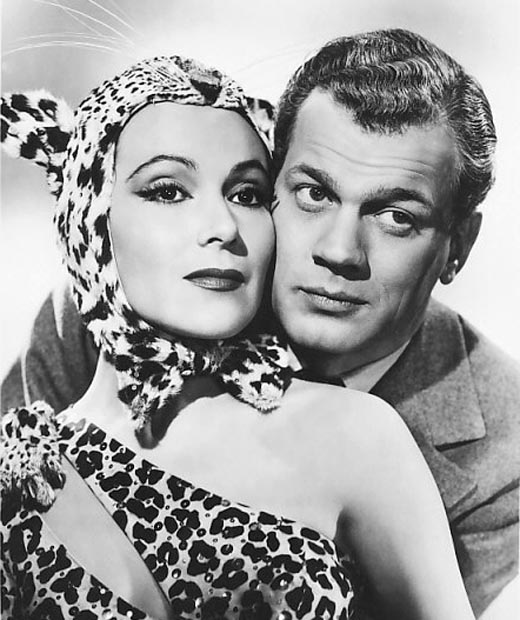
Dolores del Río s Josephem Cottenem na reklamní fotografii k filmu Cesta do strachu (1943)

### Pokračování kariéry v Mexiku
Krátce po návratu do Mexika se začala ohlížet po filmových nabídkách. Jako první jí režisér Emilio Fernández nabídl roli ve válečném dramatu Polní květ (1943). Pro Dolores del Río se stal prvním španělsky mluveným filmem a nakonec se z něj stal obrovský trhák, což jí pomohlo udržet si prestiž. Do dalšího filmu se pustila opět s Fernándezem a v romantickém dramatu María Candelaria (1944) ztvárnila utlačovanou domorodkyni. Fernández jí však během natáčení vyznal lásku, a po jejím odmítnutí se atmosféra na natáčení výrazně zhoršila. Snímek se nakonec i přes několik Doloresiných výhrůžek bojkotem podařilo dokončit a stal se prvním mexickým filmem, který byl představen na Mezinárodním filmovém festivalu v Cannes, kde dokonce získal nejvyšší ocenění Grand Prix. Navzdory obtížné spolupráci začala s Fernándezem natáčet další film Las Abandonadas (1945). Tento kontroverzní snímek, ve kterém Dolores del Río jako Margarita opustí svého syna a začne si vydělávat prostitucí, nebyl daleko od úplného zákazu, ale nakonec se z něj stal kasovní trhák a Dolores del Río za něj obdržela svou první cenu Premio Ariel od Mexické filmové akademie. S režisérem Emiliem Fernándezem se následně pustila do natáčení dalšího snímku Bugambilia (1945), které však opět provázely četné spory. Po dokončení filmu Dolores del Río oznámila, že s Fernándezem již nehodlá spolupracovat.
K dalšímu filmu se dostala kuriózní náhodou, když dostala scénář speciálně napsaný pro další mexickou hvězdu Maríu Félixovou, které poštou naopak došel Doloresin scénář. Obě herečky si však prohozené scénáře ponechaly a ve filmu La Selva de fuego (1945) se Dolores del Río opět objevila v odvážných, provokativních kostýmech jako bývalý sexsymbol na počátku 30. let. Po tomto filmu navázala další spolupráci s režisérem Robertem Gavaldónem a jejich prvním společným filmem se stalo mysteriózní krimi drama Ta druhá (1946). O rok později ji hollywoodský režisér John Ford nabídl roli domorodé ženy, která se ve filmu Uprchlík (1947) zamiluje do kněze v podání Henryho Fondy. Film na základě románu The Power and the Glory od Grahama Greena se natáčel v Mexiku, avšak brzy byl snímek i Dolores del Río obviněni z propagování a podpory komunismu.

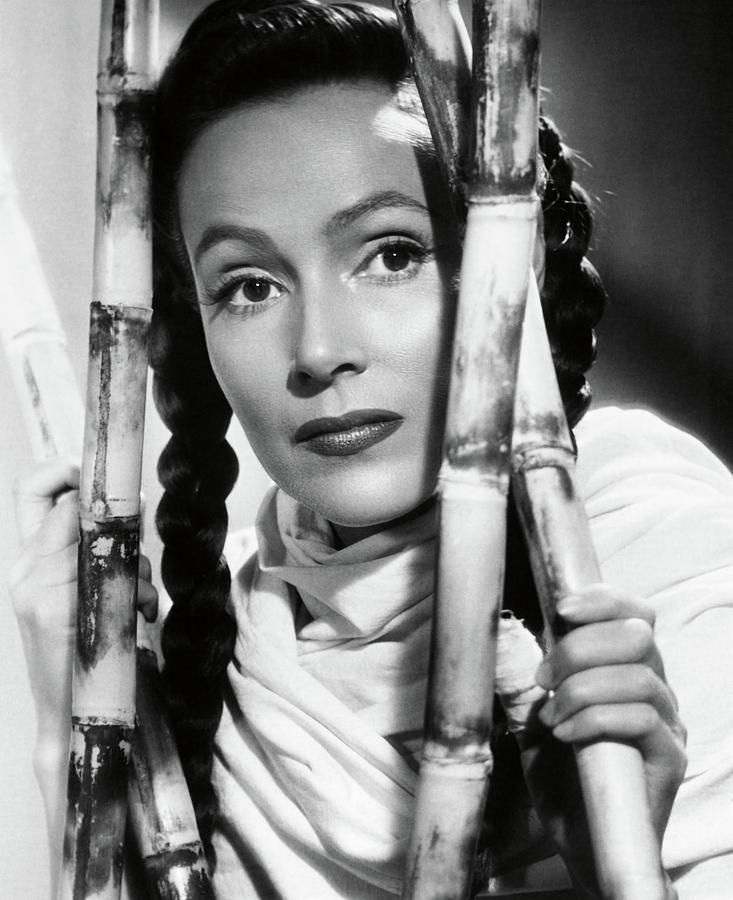
Dolores del Río ve filmu Uprchlík (1947)

Po dokončení filmu Uprchlík odcestovala Dolores del Río do Argentiny, kde natočila další filmovou adaptaci komedie Lady Windermere's Fan od Oscara Wilda pojmenovanou Historia de una mala mujer (1948). Natáčení však i zde postihla kuriózní událost. Při natáčení v Buenos Aires se první dáma Eva Perónová rozhodla pozvat Dolores del Río na čaj, ta však pozvání kvůli natáčecímu plánu odmítla. Na druhý den proto vláda vydala rozkaz k pozastavení filmového průmyslu a Dolores se s Evou Perónovou nakonec sešla.
Dolores del Río se v roce 1949 znovu spojila s Emiliem Fernándezem a společně natočili drama Nemilovaná (1949), za které opět obdržela pochvalné recenze. V témže roce se v Acapulcu setkala s americkým milionářem Lewisem A. Rileyem, který dříve působil v Hollywoodu, kde mj. podporoval projekt tzv. „Hollywoodské kantýny“, a navázala s ním intimní vztah. V témže roce ji její sestřenice a aktivistka Maria Asúnsolová požádala, aby podepsala petici za uspořádání konference za světový mír, čímž na sebe politicky opět upoutala pozornost a později byla znovu označena za komunistku. V roce 1951 si zahrála v další filmové adaptaci, tentokrát podle románu Benita Péreze Galdóse, nazvané Doña Perfecta (1951), za kterou podruhé získala cenu Premio Ariel pro nejlepší herečku. S režisérem Gavaldónem se poté rozhodla natočit film El Niño y la Niebla (1953), za který byla znovu nominována a cenu opět vyhrála. O rok později jí hollywoodské studio 20th Century Fox nabídlo roli manželky Spencera Tracyho ve westernu Zlomené kopí (1954), avšak americká vláda jí natáčení zakázala a opět upozornila na její údajné sympatie k mezinárodnímu komunismu. Dolores del Río se také ocitla na hollywoodské černé listině a místo dalšího angažmá ve Spojených státech zamířila do Španělska, kde se objevila ve filmu Señora Ama (1955), který režíroval její bratranec Julio Bracho. Snímek se však opět potýkal s cenzurou a musel být významně přestříhán.
| „                                                     | Věřím, že po tom všem si nemám co vyčítat. Jsem katolička, která jen touží žít s bohem a lidmi v míru. | “ |
| — Dolores del Río v otevřeném dopise vládě USA (1954) | |   |

### Návrat do Hollywoodu, divadlo a televize
V roce 1956 byla americkou vládou politicky rehabilitována a poprvé se začala ohlížet po divadelních nabídkách. Na své debutové vystoupení v inscenaci Anastacia se připravovala u bývalé herečky a učitelky Stelly Adlerové a na jevišti se poprvé objevila 6. července 1956 v divadle Falmouth Playhouse v Massachusetts. Následně se vydala na divadelní turné po americkém regionu Nová Anglie. Během turné poskytla novinářce Louelle Parsonsové rozhovor, v němž objasnila svůj politický postoj, a v následujícím roce byla jako první žena zvolena prezidentkou poroty filmového festivalu v Cannes. Nedlouho poté, po smrti svého přítele, malíře Diega Rivery, se však psychicky zhroutila, ale z duševní krize se jí podařilo brzy dostat a rozhodla se pokračovat ve své kariéře. O rok později ji režisér Ismael Rodríguez spojil s její údajnou rivalkou, herečkou Maríou Félixovou, aby se společně objevily v romantickém dramatu La Cucaracha (1959). Spolupráce dvou vůdčích žen mexické kinematografie vyvolala u tisku velký ohlas a brzy se začalo spekulovat o narůstající rivalitě. Během natáčení se však obě herečky spřátelily a film byl u kinopokladen úspěšný. Ve stejném roce se Dolores potřetí vdala, tentokrát za Lewise A. Rileyho. Svatba proběhla v New Yorku.

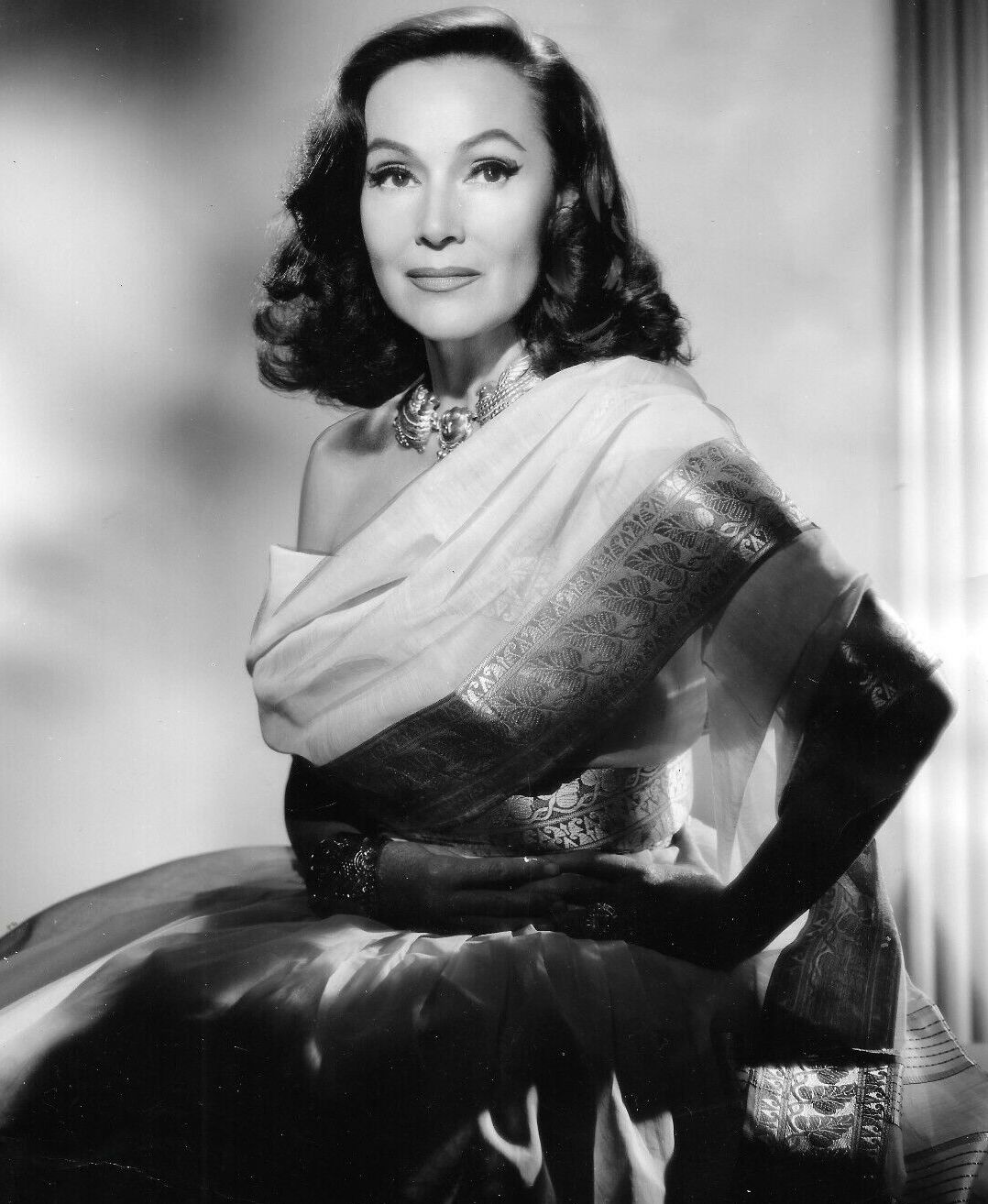
Dolores del Río v roce 1961

Dolores del Río se svým třetím manželem založila produkční společnost Producciones Visuales a založila i několik divadelních projektů. Jejím prvním divadelním vystoupením v Mexiku se stala hra Lady Windermere's Fan od Oscara Wilda, s níž se následně vydala na turné po Mexiku a nakonec zavítala i do argentinského Buenos Aires. Její druhá hra The Road to Rome však tolik úspěchu nepřinesla. V roce 1960 se Dolores del Río po 18 letech vrátila do Hollywoodu, kde si u studia 20th Century Fox zahrála s Elvisem Presleym ve westernu Zářivá hvězda (1960). O čtyři roky později se objevila spolu s Karlem Maldenem, Jamesem Stewartem a Edwardem G. Robinsonem v dalším westernu Podzim Cheyennů (1964) a v roce 1967 ji italský režisér Francesco Rosi nabídl roli ve filmu Byl jednou jeden (1967) se Sophií Lorenovou a Omarem Sharifem. Během 60. let se objevila v několika dalších divadelních hrách  i v amerických televizních seriálech. V první polovině 60. let se na úkor své kariéry věnovala své nemocné matce, která zemřela v květnu 1962.

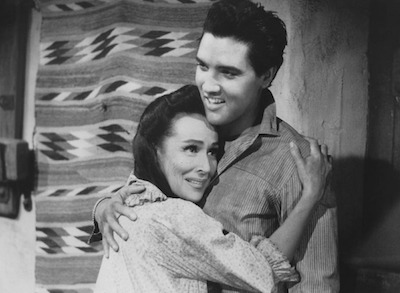
Dolores del Río s Elvisem Presleym ve filmu Zářivá hvězda (1960)

### Humanitární činnost a závěr kariéry
Koncem 50. let se stala významnou propagátorkou filmového festivalu Acapulco International Film Review a v 60. letech založila spolu s filantropem Felipe Garcíou Berazou společnost pro ochranu mexických uměleckých pokladů. V roce 1970 spolu s několika mexickými herečkami založila odborovou organizaci Rosa Mexicano (Mexická růže), která fungovala jako jesle pro děti členů Asociace národních herců (Asociación Nacional de Actores). Dolores del Río se stala její prezidentkou a zůstala ve vedení až do roku 1981. Později, po její smrti, organizace přijala oficiální název Estancia Infantil Dolores del Río. V roce 1972 del Río také založila kulturní festival Cervantino a o tři roky později ji však její zhoršující se zdravotní stav poprvé přinutil k přerušení kariéry, kvůli čemuž nakonec zrušila dva televizní projekty. Za své úsilí a podporu dětských organizací byla brzy poté zvolena mluvčí Dětského fondu OSN (UNICEF) pro Latinskou Ameriku a pro organizaci natočila také sérii televizních reklam. Kvůli spoustě humanitárních projektů podstatně omezila svou hereckou kariéru, avšak ze showbyznysu se zcela nestáhla a v roce 1976 byla pozvána jako členka poroty na Mezinárodní filmový festival v San Sebastianu.
V roce 1978, po natáčení filmu The Children of Sanchez, Dolores del Río ukončila svou hereckou kariéru. Ve stejném roce ji Mexicko-americký institut kulturních vztahů společně s Bílým domem ocenil diplomem a stříbrnou plaketou za její přínos filmovému průmyslu a mexické kultuře. Dne 11. října 1981 naposledy veřejně vystoupila v divadle Palace of Fine Arts v San Franciscu, kde během ceremonie promluvili i režiséři Francis Ford Coppola, Mervyn LeRoy a George Cukor, který ji označil za jednu z prvních dam amerického filmu. V roce 1982 byla za svůj přínos filmovému průmyslu oceněna cenou George Eastmana.
V roce 1978 byl Dolores del Río diagnostikován zánět kostní dřeně, který léčila pomocí vitaminových injekcí. O tři roky později však onemocněla žloutenkou typu C (pravděpodobně v důsledku kontaminované injekční stříkačky), se kterou byla v roce 1982 přijata do nemocnice Scripps Hospital v La Jolle v Kalifornii. Poslední dva roky života nakonec strávila střídavě se svým manželem v jejich rezidenci ve městě Newport Beach a v nemocnici. Onemocnění však zanedlouho vyústilo v cirhózu jater, které nakonec podlehla 11. dubna 1983 ve věku 78 let. Po smrti byla zpopelněna a pohřbena na hřbitově Panteón de Dolores v Ciudad de México. V roce 2004, na památku stého výročí jejího narození, byly její ostatky převezeny do Rotundy slavných osobností (Rotonda de las Personas Ilustres) mezi nejvýznamnější osobnosti mexického umění a kultury.

## Vliv a vystupování

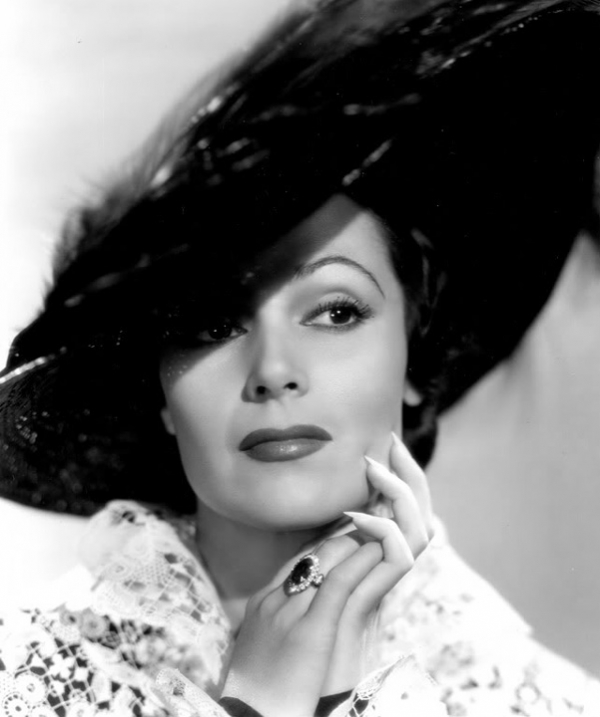
Dolores del Río v roce 1938

### Vliv
Dolores del Río byla ve 30. letech považována za jeden z prototypů ženské krásy. V roce 1931 tento status upevnil průzkum magazínu Photoplay, který se pokusil najít „nejdokonalejší ženu v Hollywoodu“. Po získání názorů osob nejrůznějších profesí, od lékařů až po umělce, padl výsledek právě na Dolores del Río. Na vrcholu své kariéry na přelomu 20. a 30. let 20. století byla v Hollywoodu velmi vlivnou osobou a částečně i udávala módní trendy. Ženy se například pokoušely napodobovat její styl oblékání nebo líčení, ačkoliv Dolores del Río nosila vždy podstatně méně make-upu než většina ostatních hollywoodských hvězd. Dolores vždy zastávala názor, že krásu netvoří kosmetika a diety, ale hlavně dostatek spánku a zdravý způsob života. Dolores se stala jednou z prvních průkopnic dvoudílných plavek, ve kterých se poprvé veřejně objevila v muzikálu Letíme do Ria z roku 1933. Mezi její přátele z hereckých kruhů patřily například slavné herečky jako Marlene Dietrichová, Fay Wray či Constance Bennettová.

### Vystupování
Dolores del Río vystupovala obvykle s mnohem větší elegancí než ostatní latinskoamerické herečky jako například Lupe Vélezová, pro kterou bylo označení „sexbomba“ podstatně výstižnější. Vždy si zachovávala důstojnost a dbala na tradice, a to i navzdory její stoupající slávě a vývoji filmového průmyslu. Vždy se snažila co nejlépe reprezentovat svou mexickou vlast. Na počátku 40. let však odešla z rychle se měnícího Hollywoodu zpět do Mexika a radikálně změnila svou image. V mexickém filmovém průmyslu se již nesnažila zvýrazňovat své latinské rysy a upoutat svým exotickým vzhledem, ale naopak ztvárňovala obyčejnější role z prostého lidu, po kterých v Hollywoodu často toužila.
| „                                   | Greta Garbo a Marlene Dietrichová byly ženy proměněné v bohyně. Dolores del Río byla bohyně proměněná v ženu. | “ |
| — Mexický spisovatel Carlos Fuentes | |   |

### Údajná rivalita
Během její kariéry se v médiích často objevovaly spekulace o její rivalitě s některými dalšími herečkami, jako například s Lupe Vélezovou nebo Maríou Félixovou. Lupe Vélezová, která přicestovala do Hollywoodu na konci 20. let, chovala k Dolores del Río vždy určitou zášť, která později vyústila až v nenávist. Při veřejných vystoupeních Dolores velmi často otevřeně kritizovala nebo ironicky napodobovala a i při jejich setkáních byla údajně velmi agresivní. Ačkoliv byla Vélezová také populární a měla spoustu fanoušků, nikdy se jí nepodařilo dosáhnout takového respektu, jaký si dokázala vybudovat Dolores del Río. S Maríou Félixovou se naopak Dolores del Río spřátelila a vždy se navzájem respektovaly.

## Ocenění
Premio Ariel

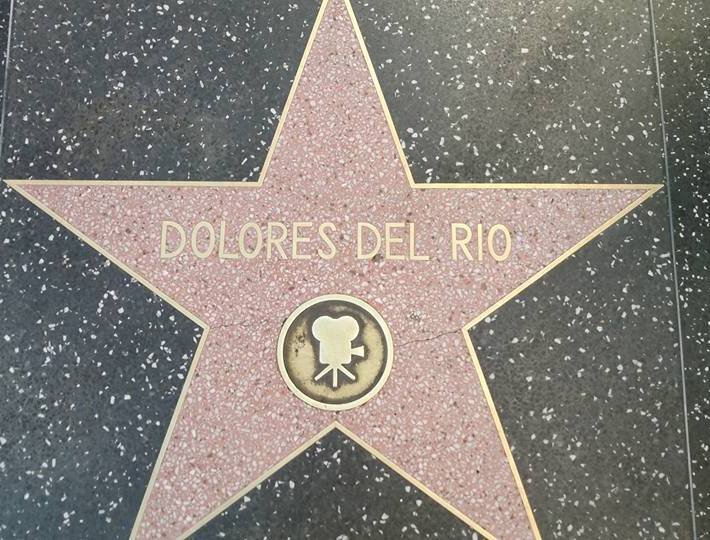
Hvězda Dolores del Río na Hollywoodském chodníku slávy

- 1946 – Nejlepší herečka (Ocenění za film Las Abandonadas)
- 1947 – Nejlepší herečka (Nominace za film Ta druhá)
- 1951 – Nejlepší herečka (Nominace za film La casa chica)
- 1952 – Nejlepší herečka (Ocenění za film Doña Perfecta)
- 1954 – Nejlepší herečka (Ocenění za film El niño y la Niebla)
- 1975 – Speciální cena Ariel de Oro za 50. letou práci ve filmovém průmyslu[105]

Photoplay Awards
- 1927 – Nejlepší účinkující měsíce (Ocenění za film The Loves of Carmen)
- 1934 – Nejlepší účinkující měsíce (Ocenění společně s Ricardem Cortezem za film Woder Bar)

Hvězda na Hollywoodském chodníku slávy (Walk of Fame)
- 8. února 1960 – 1630 Vine Street (Los Angeles)

## Filmografie

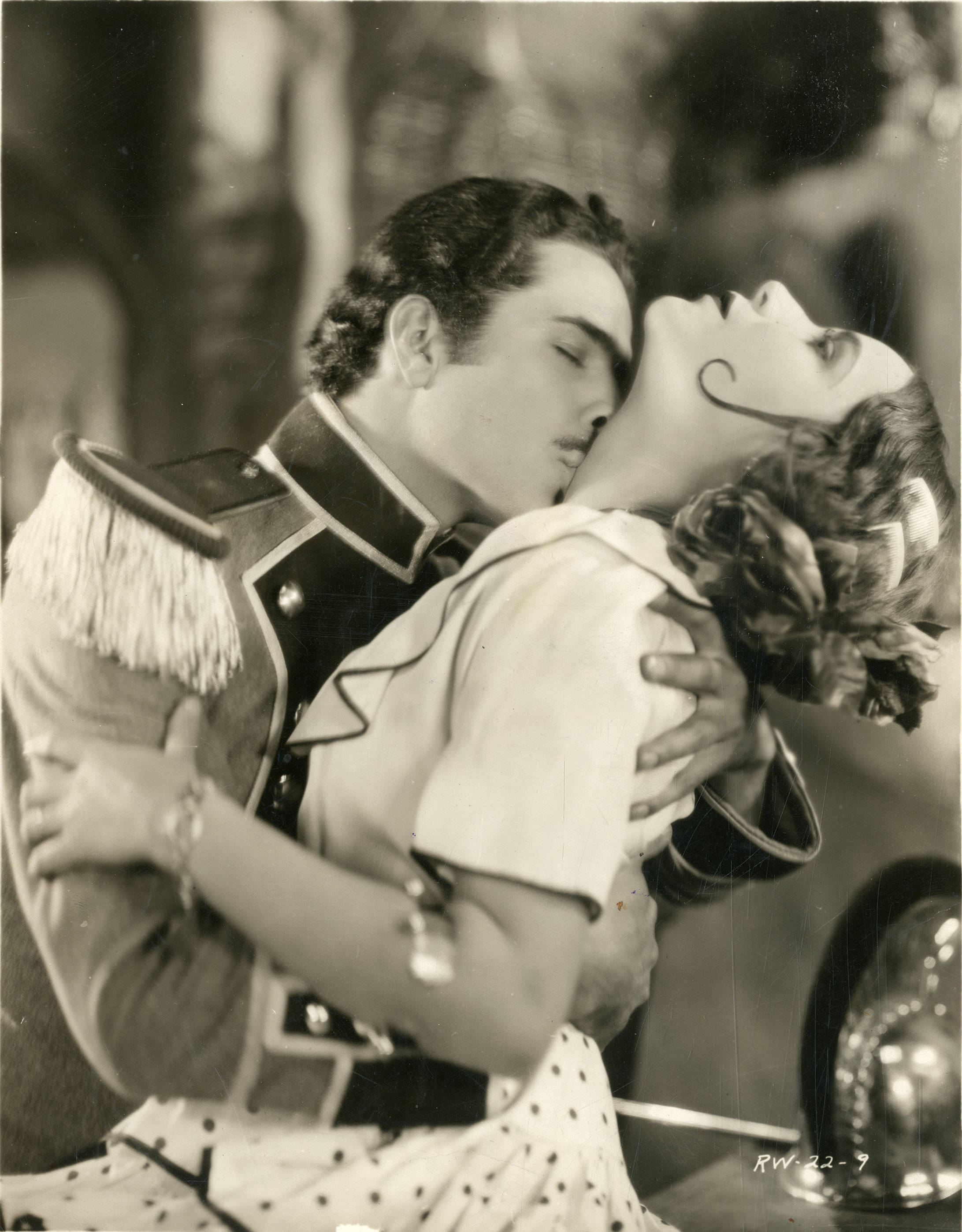
S Donem Alvaradem ve filmu The Loves of Carmen (1927)

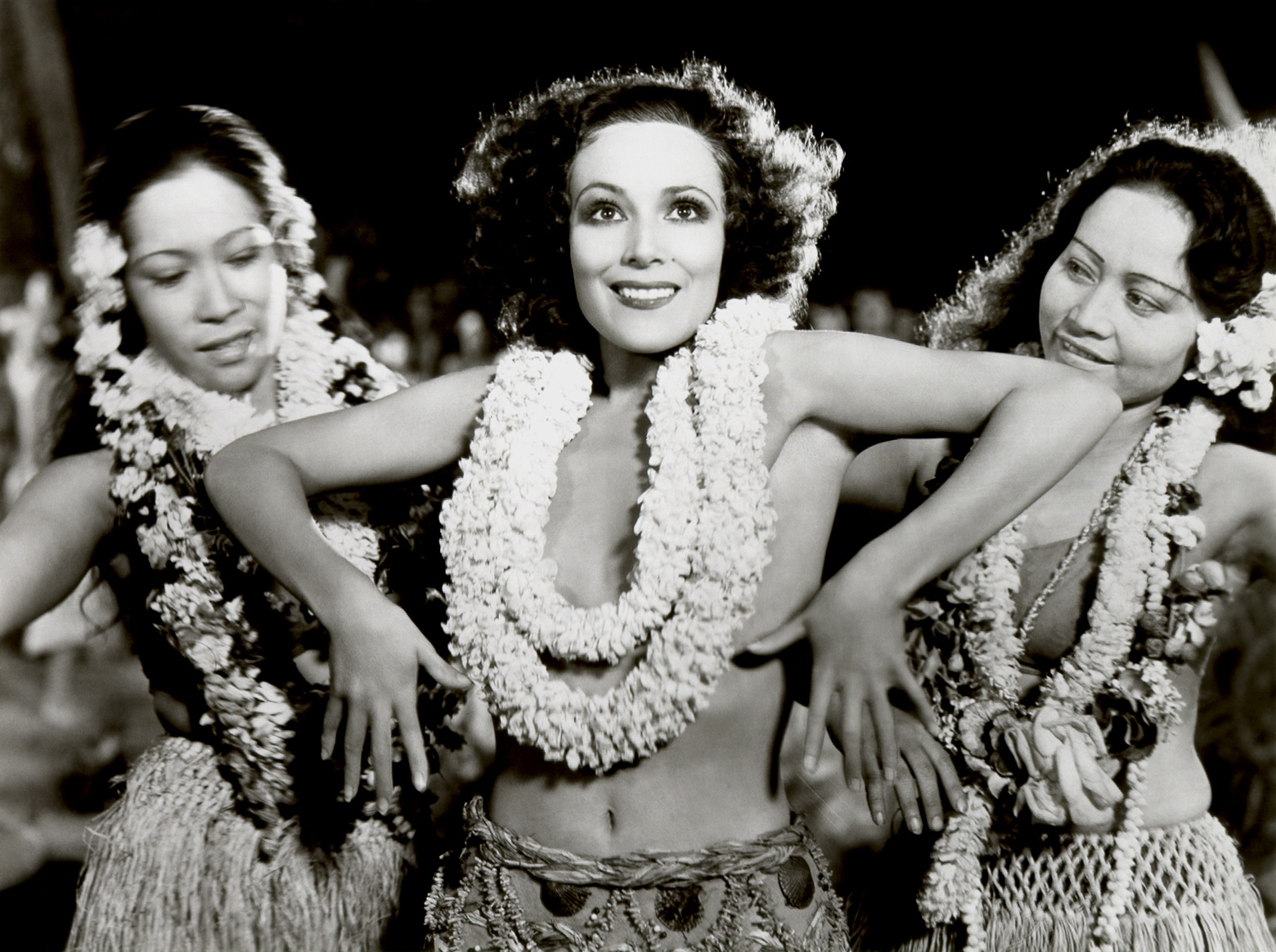
Ve filmu Rajské ptáče (1932)

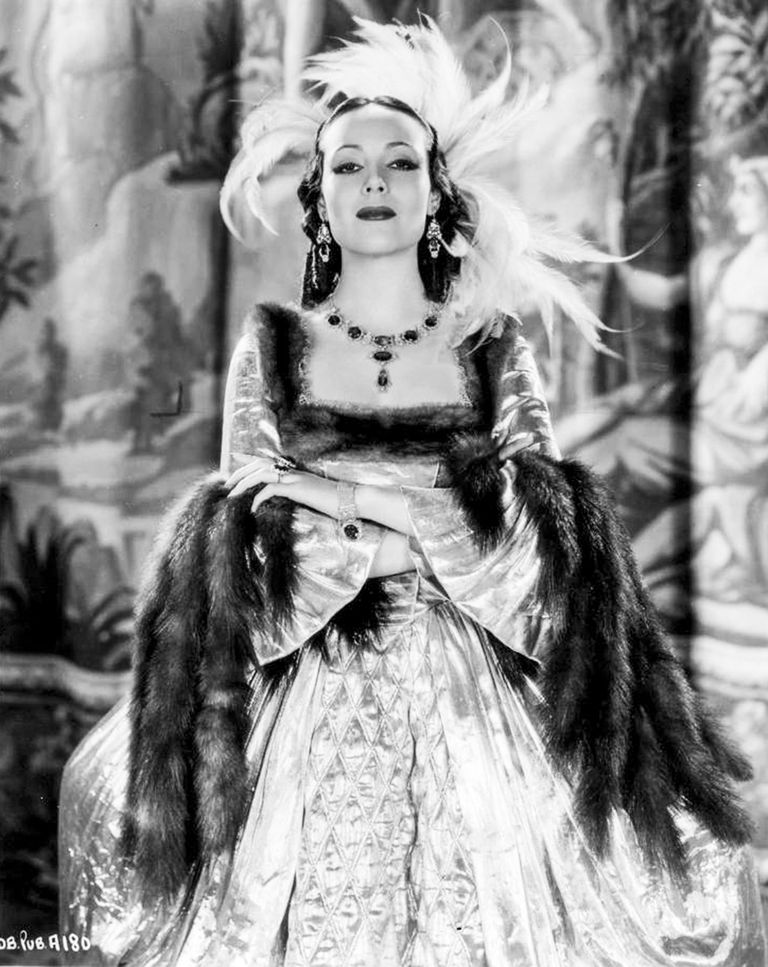
Jako Madame du Barry ve stejnojmenném filmu (1934)

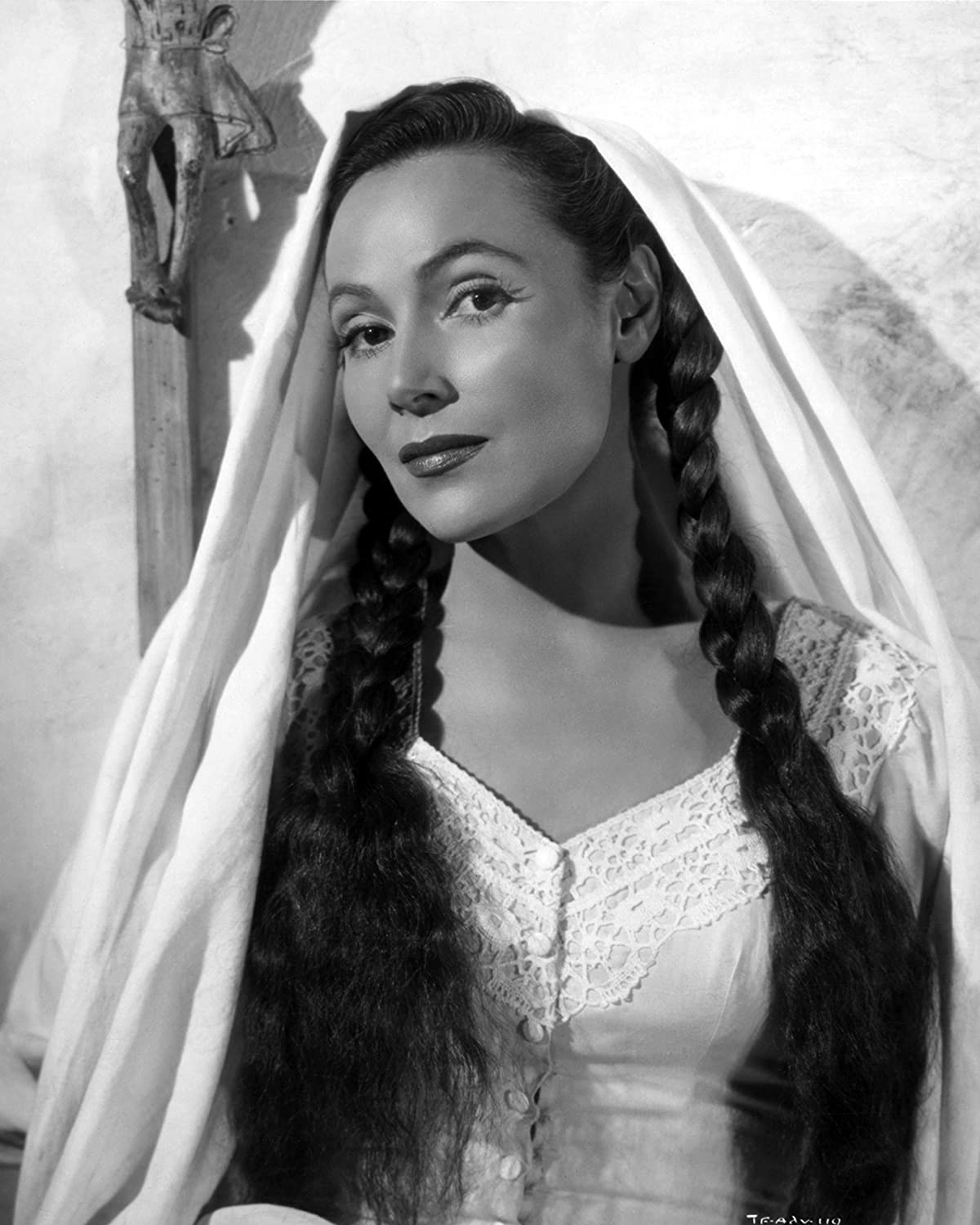
Ve filmu Uprchlík (1947)

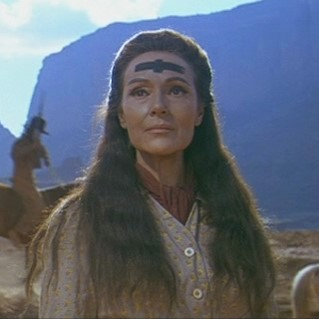
Ve filmu Podzim Cheyennů (1964)

Kompletní filmografie Dolores del Río:

### Filmy
- 1925 Joanna (drama, režie Edwin Carewe)
- 1926 High Steppers (drama, režie Edwin Carewe)
- 1926 Pals First (krimi drama, režie Edwin Carewe)
- 1926 What Price Glory (komediální válečné drama, režie Raoul Walsh)
- 1926 The Whole Town's Talking (dobrodružná komedie, režie Edward Laemmle)
- 1927 Resurrection (romantické drama, režie Edwin Carewe)
- 1927 The Loves of Carmen (romantické drama, režie Raoul Walsh)
- 1928 The Gateway of the Moon (drama, režie John Griffith Wray)
- 1928 Ramona (romantické drama, režie Edwin Carewe)
- 1928 Zlato (akční dobrodružné drama, režie Clarence Brown)
- 1928 No Other Woman (drama, režie Lou Tellegen)
- 1928 The Red Dance (romantické drama, režie Raoul Walsh)
- 1928 Revenge (romantické drama, režie Edwin Carewe)
- 1929 Evangeline (drama, režie Edwin Carewe)
- 1930 To oneiron tou glyptou (drama, režie Lou Tellegen)
- 1930 The Bad One (muzikál, režie George Fitzmaurice)
- 1932 Girl of the Rio (komediální romantické drama, režie Herbert Brenon)
- 1932 Rajské ptáče (dobrodružné romantické drama, režie King Vidor)
- 1933 Letíme do Ria (komediální muzikál, režie Thornton Freeland)
- 1934 Wonder Bar (krimi drama, režie Lloyd Bacon)
- 1934 Madame DuBarry (komediální drama, režie William Dieterle)
- 1935 In Caliente (komediální muzikál, režie Lloyd Bacon)
- 1935 I Live for Love (romantický muzikál, režie Busby Berkeley)
- 1935 The Widow from Monte Carlo (romantická komedie, režie Arthur Greville Collins)
- 1936 Accused (krimi drama, režie Thornton Freeland)
- 1937 Devil's Playground (romantické drama, režie Erle C. Kenton)
- 1937 Lancer Spy (thriller, režie Gregory Ratoff)
- 1937 Ali Baba Goes to Town (komedie, režie David Butler)
- 1938 International Settlement (dobrodružné drama, režie Eugene Forde)
- 1940 The Man from Dakota (válečné drama, režie Leslie Fenton)
- 1943 Cesta do strachu (film noir, režie Norman Foster a Orson Welles)
- 1943 Polní květ (válečné drama, režie Emilio Fernández)
- 1944 María Candelaria (romantické drama, režie Emilio Fernández)
- 1945 Las abandonadas (drama, režie Emilio Fernández)
- 1945 Bugambilia (romantické drama, režie Emilio Fernández)
- 1945 La selva de fuego (dobrodružné drama, režie Fernando de Fuentes)
- 1946 Ta druhá (krimi drama, režie Roberto Gavaldón)
- 1947 Uprchlík (drama, režie John Ford a Emilio Fernández)
- 1948 Historia de una mala mujer (drama, režie Luis Saslavsky)
- 1949 Nemilovaná (drama, režie Emilio Fernández)
- 1950 La casa chica (drama, režie Roberto Gavaldón)
- 1951 Deseada (romantické drama, režie Roberto Gavaldón)
- 1951 Doña Perfecta (romantické drama, režie Roberto Gavaldón)
- 1953 Reportaje (komediální drama, režie Emilio Fernández)
- 1953 El niño y la Niebla (mysteriózní drama, režie Roberto Gavaldón)
- 1955 Señora ama (drama, režie Julio Bracho)
- 1958 ¿Adónde van nuestros hijos? (drama, režie Benito Alazraki)
- 1959 La cucaracha (romantické drama, režie Ismael Rodríguez)
- 1960 Zářivá hvězda (western, režie Don Siegel)
- 1962 El pecado de una madre (drama, režie Alfonso Corona Blake)
- 1964 Podzim Cheyennů (historický western, režie John Ford)
- 1966 La dama del alba (drama, režie Francisco Rovira Beleta)
- 1966 Casa de mujeres (drama, režie Julián Soler)
- 1967 Byl jednou jeden (fantasy komedie, režie Francesco Rosi)
- 1967 Rio Blanco (režie Roberto Gavaldón)
- 1967 El hijo de todas (režie Julián Soler)
- 1978 Sanchezovy děti (drama, režie Hall Bartlett)

### TV filmy
- 1965 The Man Who Bought Paradise (režie Ralph Nelson)

### TV seriály
- 1957 Schlitz Playhouse of Stars (jeden díl, režie John Brahm)
- 1958 The United States Steel Hour (jeden díl, režie Robert Stevens)
- 1966 I Spy (jeden díl, režie Richard C. Sarafian)
- 1966 Branded (jeden díl, režie William Witney)
- 1970 Marcus Welby, M.D. (jeden díl, režie Daniel Petrie)